# Fratello sole, sorella luna
Fratello sole, sorella luna (comercialitzada en anglès com Brother Sun, Sister Moon) és una pel·lícula biogràfica de Francesc d'Assís dirigida per Franco Zeffirelli el 1972. Va ser nominada a l'Oscar a la millor direcció artística (Lorenzo Mongiardino, Gianni Quaranta, Carmelo Patrono).

## Argument
Francesco és l'estimat fill del seu pare, Pietro di Bernardone. El seu veritable nom és Giovanni però tothom li diu Francesco. El seu pare és un ric comerciant tèxtil que dona al seu fill tot el que li demana. Fins i tot l'equipa amb una armadura perquè pugui anar a la guerra i distingir-se en la batalla. Colpejat per una malaltia febril que l'ha obligat a deixar la guerra entre Assís i Perugia, Francesco torna a casa com un jove canviat i es troba al llit turmentat per visions del seu passat quan era un jove arrogant bulliciós. Durant un llarg procés de recuperació, troba a poc a poc Déu en la pobresa, castedat i obediència, i experimenta una renovació física i espiritual.
Un cop guarit, Francesco torna a la seva vida normal com un jove ric. Tanmateix, per consternació dels seus pares, comença a passar la major part del seu temps envoltat de naturalesa, flors, arbres, animals i dedicat a la poesia.
Francesco es dirigeix al soterrani on es troba el negoci familiar, en rebutjar l'oferta del seu pare de fer-se'n càrrec, deixa sortir als treballadors fora de l'edifici per gaudir de la llum del dia. Després, llança els tèxtils costosos per la finestra. Quan el seu pare veu la pèrdua, Francesco el convida a unir-se perquè pugui conèixer l'alegria de ser lliure de les possessions mundanes.
Pietro, completament frustrat, arrossega Francesco al palau del bisbe i humilia el seu fill davant del bisbe d'Assís i la resta de la població. Afectuosament, Francesco renuncia a totes les possessions mundanes i a la seva família de classe mitjana que inclou el cognom Bernardone. Es lleva la roba brillant i deixa Assís, nu i lliure del seu passat, per a viure en la bellesa de la naturalesa com un asceta gaudint d'una senzilla vida com un home de Déu.
Francesco arriba a les ruïnes de la capella de Sant Damià, on escolta la veu de Déu, demanant-li que «restaurés la seva església». Creient que «l'església» significa el temple de Sant Damià, Francesco comença a demanar pedres per reconstruir aquesta església. Per a gran consternació de la seva família, alguns dels amics de Francesco se li uneixen i guanya a poc a poc seguidors que són fills de rics.
El bisbe fa costat a Francesco, ja que reconstrueix una església sense cobrar un sou i que realitza obres de misericòrdia que Crist demanda dels seus seguidors. Bernardo, un amic de Francesco, s'uneix a ell després de tornar de la segona Croada, una empresa que el va deixar en la tristesa i el buit. Dos altres amics, Silvestro i Giocondo, que admiren la nova vocació de Francisco, l'ajuden a reconstruir Sant Damià.
En una escena commovedora, durant una tarda plujosa, Francesco i els seus amics se separen a pidolar menjar de les famílies d'Assís. Francesco va a la casa de la seva família. Buscant el perdó comença a recitar les Benaurances i causen a la seva mare molta angoixa, mentre que Pietro fingeix no sentir res es nega a reconciliar-se amb el seu fill.
Mentrestant, a Assís, la noblesa i el comerç de riques famílies de la ciutat protesten contra Francesco i el seu grup, preocupat perquè corrompen els joves d'Assís i manen a l'amic de Francesco, Paolo, a obstaculitzar i detenir als anomenats germans menors.
A Roma, Francesco se sorprèn per l'enorme riquesa i el poder, que es mostra a la roba de la cort papal que envolta el tron de Sant Pere. Quan obté una audiència amb el papa, Francesco decideix no recitar el guió acuradament preparat de Paolo i amb calma protesta contra la pompa i la mundanitat, tot recitant algunes de les paraules de Jesús al Sermó de la Muntanya on es lloa la humilitat per protestar que els ensenyaments de Crist són totalment oposats a l'obsessió de la riquesa de Roma. Els cardenals, bisbes i abats de la cort papal se senten insultats per les paraules de Jesús que Francesco els ha tirat en cara. Ell i els seus amics són expulsats, i finalment per l'admiració cap a Francesco, Paolo decideix unir-s'hi. Francesco tracta de protegir-lo, dient que ell no és un d'ells, però el seu amic insisteix a unir-se als frares, i convenç Francesco de la sinceritat de la seva conversió, i d'estar al seu costat.
Al seu tron, el papa Innocenci aparentment desperta d'un somni i ordena que tornin Francisco i els seus amics. El papa li diu: «En la nostra obsessió amb el pecat original ens hem oblidat de la innocència original».
Després, per a sorpresa de tots, el papa Innocenci s'agenolla, besa els peus de Francesco i el beneeix així com els seus companys, desitjant-los una societat arreu del món dels homes i dones disposats a servir a Déu en la humilitat, mostrant la sinceritat de la resposta del papa. Un cardenal no identificat (potser el cardenal Ugolino, futur Gregori IX), observant el que el papa ha fet comenta a un Bisbe: «No s'alarmi, sa Santedat sap el que fa, aquest és l'home que parlarà amb els pobres, i els portarà de nou a nosaltres». Aquesta línia té realment algun valor històric, ja que els càtars heretges, també conegut com a albigesos, vestida humilment com Francesco i els seus seguidors, van trobar seguidors al sud de França i altres parts d'Europa per la denúncia de la riquesa de l'Església Catòlica, al mateix temps que rebutjava molts dogmes i doctrines catòliques, especialment la necessitat d'un sacerdoci ordenat.
La pel·lícula acaba amb la visió de Francesco caminant lentament pel camp mentre Donovan canta «Germà Sol i Germana Lluna».

## Repartiment
- Graham Faulkner - Francesco
- Judi Bowker - Clara
- Alec Guinness - Sa Santedat el papa Innocenci III
- Leigh Lawson - Bernardo
- Valentina Cortese - Pica, mare de Francisco
- Kenneth Cranham - Paolo
- Nicholas Willatt - Girolamo
- Lee Montague - Pietro di Berdardone, pare de Francesco
- Adolfo Celi - Governador d'Assís.
- Carlo Pisacane - malalt de lepra
- John Sharp - bispe Guido
- Michael Feast

## Producció
L'exuberant fotografia de Zeffirelli a la pel·lícula indica que va ser concebuda i executada de la mateixa manera visual que la seva adaptació de Romeo and Juliet (1968), guardonada per l'Acadèmia. La pel·lícula intenta dibuixar paral·lelismes entre l'obra i la filosofia de Sant Francesc i la ideologia que va apuntalar el moviment mundial de contracultura de la dècada de 1960 i principis dels 70. La pel·lícula també és coneguda per la partitura composta per Riz Ortolani.
Originalment se li va oferir a Frank Grimes el paper principal de Francesco, però Zeffirelli va canviar d'opinió a l'últim minut i va retirar l'oferta. Al Pacino va fer una prova pel paper, però Zeffirelli es va oposar a l'estil teatral de Pacino. Robin Askwith va revelar en la seva autobiografia que va ser seleccionat per la pel·lícula, però més tard va ser acomiadat.
Lynne Frederick va fer una audició per a Clara d'Assís, i fou rebutjada al començament. Candace Glendenning també va provar el paper, però fou considerada "massa exòtica".

## Recepció
Fratello sole, sorella luna va rebre crítiques diverses al seu llançament. Roger Ebert va criticar durament la pel·lícula, escrivint que tenia "un excés de dolçor i de llum" i que el seu diàleg consistia en "un bon fraseig buit". El crític de The New York Times, Vincent Canby, va escriure de manera similar que la pel·lícula "confon senzillesa amb simplicitat". Canby la va contrastar negativament amb Francesco, giullare di Dio, una pel·lícula de 1950 sobre el mateix tema. Ambdós crítics van criticar especialment l'escena on Francesco va aparèixer davant el papa Innocenci III, titllant-lo de descarat i excessiu. Ebert va escriure: "¿El papa sempre té 200 divines a la mà només per mantenir una audiència per uns quants monjos descalços?"
Tanmateix, Christopher Hudson de The Spectator la va consiferar "una bella i senzilla pel·lícula" i va lloar especialment la seva cinematografia, tot i que va reconèixer "les limitacions del guió".
Al lloc web de l'agregador de revisions Rotten Tomatoes, la pel·lícula té una qualificació d'aprovació del 42% basada en 19 ressenyes i una valoració mitjana de 4,9/10.

## Banda sonora
La banda sonora romàntica va ser de Riz Ortolani amb cançons del cantautor escocès Donovan, que reflectien l'estat d'ànim 'flower power' de la pel·lícula de Zeffirelli i en particular de la cinematografia. Donovan també va cantar totes les cançons de la pròpia banda sonora. L'àlbum de banda sonora presentava principalment la música de Riz Ortolani. El 2004 Donovan tornar a gravar les cançons de la llarga banda sonora fora d'impressió. Brother Sun, Sister Moon es va llançar exclusivament a iTunes Store.
El compositor Leonard Bernstein i el lletrista Leonard Cohen van rebre l'encàrrec d'oferir una partitura, però després de treballar durant tres mesos a Itàlia a Itàlia, es van retirar. Tanmateix Bernstein va usar "A Simple Song", escrita originalment per la pel·lícula, a la seva Mass. Paul Simon també es va acostar a la música i les lletres, però ell també va declinar. Tanmateix el quartet que va escriure mentre considerava la comissió va ser posteriorment presentat a Leonard Bernstein per utilitzar-lo en la seva Mass.

## Premis
- Va guanyar un David di Donatello 1972 com a millor director per Franco Zeffirelli.[14]
- Premi OCIC al Festival Internacional de Cinema de Sant Sebastià 1973 3[15]